# Pokonji dol
Pokonji Dol je otočić u Paklenim otocima pored Hvara, u hrvatskom dijelu Jadranskog mora. Duljina obala iznosi 470 m, dužina i širina otoka je oko 150 metara. Na otočiću nalazi se svjetionik "Otočić Pokonji dol", izgrađen 1872.

## Vanjske poveznice
|  | Zajednički poslužitelj ima još gradiva o temi Pokonji dol |